# Giovanni Doria
Giovanni Doria (Gênova, 24 de março de 1573 - Palermo, 19 de novembro de 1642) foi um cardeal do século XVII

## Biografia
Nasceu em Gênova em 24 de março de 1573. Chamado Giannettino. Dos príncipes de Melfi. Filho de Giovanni Andrea I Doria, 6º Príncipe de Melfi, e da Princesa Zenobia Doria del Carretto, 5ª Princesa de Melfi. Tio-avô do cardeal Giorgio Doria (1743). Outros cardeais da família foram Girolamo Doria (1529); Sinibaldo Doria (1731); Giuseppe Maria Doria Pamphilj (1785); Antonio Maria Doria Pamphilj (1785); e Giorgio Doria Pamfilj Landi (1816).
Estudou filosofia e teologia em uma universidade na Espanha. Em 1597, encontrava-se ainda na Península Ibérica, como atesta uma carta do Cardeal Francisco de Ávila Múxica ao Príncipe Doria..
Por instância do rei Felipe III de Espanha, foi promovido a cardinalato..
Criado cardeal diácono no consistório de 9 de junho de 1604. Concedeu permissão para receber as sagradas ordens fora das Têmporas, em 9 de dezembro de 1604. Participou do conclave de março de 1605, que elegeu o Papa Leão XI. Participou do conclave de maio de 1605, que elegeu o Papa Paulo V. Recebeu o barrete vermelho e a diácona de S. Adriano, em 5 de dezembro de 1605. Abade commendatario de San Fruttuoso , Camogli..
Eleito arcebispo titular de Tessalônica e nomeado coadjutor, com direito sucessório, de Palermo, em 4 de fevereiro de 1608. Consagrado, em 4 de maio de 1608, em Roma, pelo Papa Paulo V. Sucedeu à sede de Palermo em 5 de julho de 1608. Vice-rei e tenente do rei da Espanha no Reino da Sicília de 8 de fevereiro de 1610 a março de 1611; de julho a agosto de 1616; 1º de agosto de 1624 a 1626; e de 1639 a junho de 1641. Em 1615 celebrou o primeiro sínodo da arquidiocese de Palermo; em 1622 celebrou o segundo sínodo; e em 1633 celebrou o terceiro sínodo. Não participou do conclave de 1621, que elegeu o Papa Gregório XV. Participou do conclave de 1623, que elegeu o Papa Urbano VIII. Optou pela ordem dos cardeais presbíteros e pelo título de S. Pietro in Montorio, em 2 de outubro de 1623. Descobriu as relíquias de S. Rosália e promoveu seu culto..
Morreu em Palermo em 19 de novembro de 1642. Sepultado na capela de S. Rosalia, na catedral metropolitana de Palermo.